# Katja Riemann
Katja Hannchen Leni Riemann (* 1. November 1963 in Kirchweyhe) ist eine deutsche Schauspielerin, Sängerin und Autorin. Ihren Durchbruch hatte sie 1987 in dem sechsteiligen Fernsehspiel Sommer in Lesmona. Auch bekannt wurde sie 1990 mit der zehnteiligen Fernsehserie Regina auf den Stufen und 1997 als Emma Moor in dem Kinofilm Bandits. Einem jungen Publikum ist sie vor allem durch ihre Rolle als Schulleiterin Gudrun Gerster in der Fack ju Göthe-Filmreihe bekannt.

## Leben

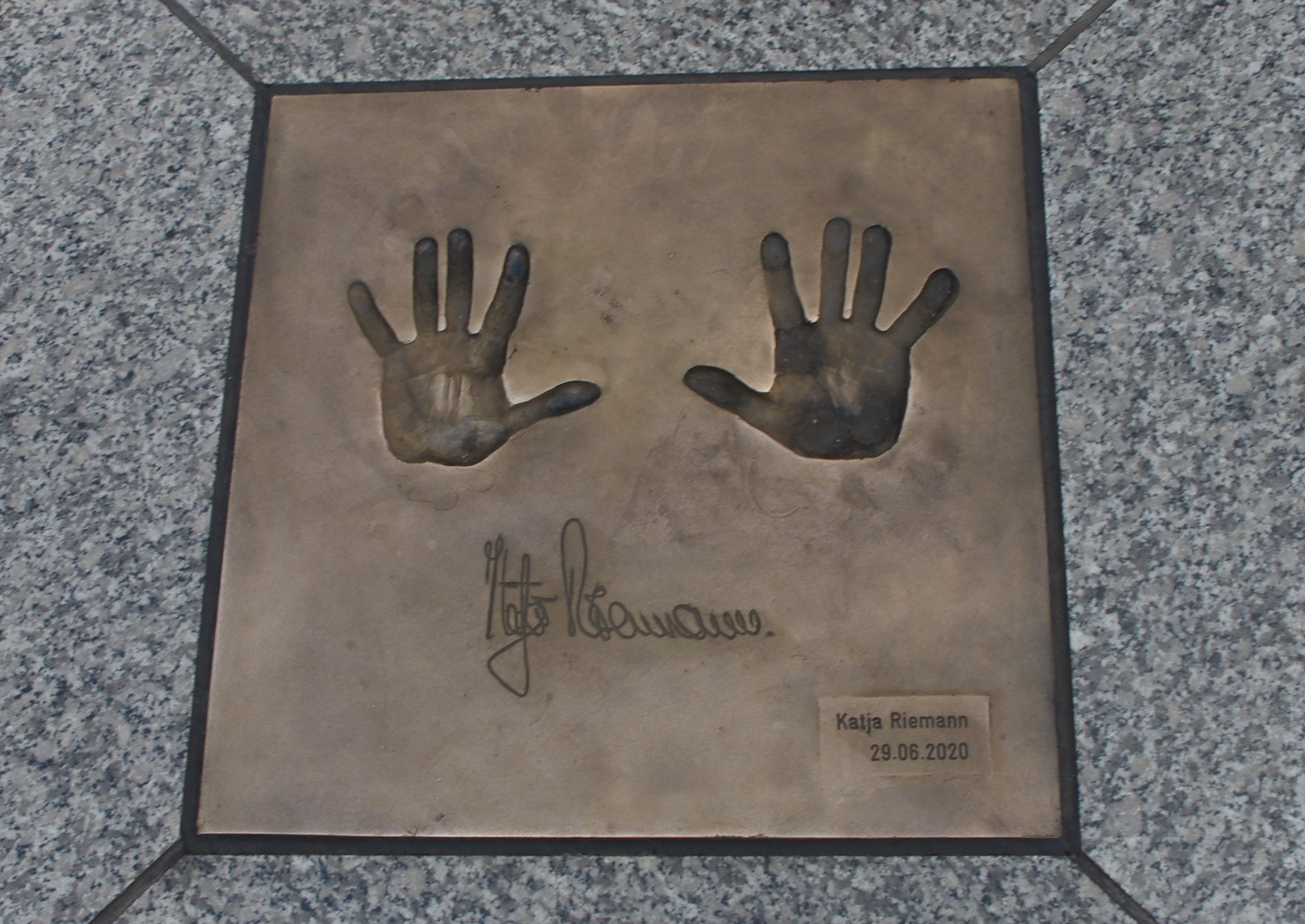
Handabdrücke Katja Riemann in der Mall of Fame in Bremen

Katja Riemann ist Tochter eines Grundschullehrer-Ehepaars. Ihre ersten zwanzig Lebensjahre verbrachte sie in ihrem niedersächsischen Geburtsort Kirchweyhe. Sie hat zwei ältere Geschwister, die wie ihre Eltern ebenfalls Lehrerberufe ergriffen.
Von 1990 bis 1998 lebte sie mit Peter Sattmann zusammen, den sie bei Dreharbeiten zu dem Fernsehfilm Von Gewalt keine Rede kennengelernt hatte und mit dem sie insgesamt neun Fernseh- und Kinofilme drehte. Ihre im August 1993 geborene gemeinsame Tochter Paula Riemann ergriff ebenfalls den Schauspielberuf und arbeitet daneben auch als Filmemacherin.
Im Juni 2020 hinterließ Katja Riemann ihre Handabdrücke in der Bremer Lloyd-Passage auf der Mall of Fame; enthüllt wurde die Bronzeplatte im September 2021.
Zum Weltfrauentag 2021 beteiligte sich Riemann bei einem Videoprojekt von Bündnis 90/Die Grünen und warb indirekt für eine grüne Regierungsbeteiligung.
Riemann lebt in Berlin.

## Karriere

### Ausbildung und Theater
In frühen Jahren nahm Riemann bereits Ballettstunden sowie Klavier-, Flöten- und Gitarrenunterricht. Nach dem Abitur an der Kooperativen Gesamtschule (KGS) Leeste 1983 studierte sie in Hamburg ein Semester Tanzpädagogik. Anschließend hospitierte sie am Westfälischen Landestheater in Castrop-Rauxel, wo sie erstes Interesse für das Schauspiel entwickelte. Schließlich besuchte sie von 1984 bis 1986 die Hochschule für Musik und Theater Hannover und von 1986 bis 1987 die Otto-Falckenberg-Schule in München. Noch vor Ende ihrer Ausbildung kam sie auf Empfehlung des Drehbuchautors Reinhard Baumgart durch Theaterregisseur Dieter Dorn zum Ensemble der Münchner Kammerspiele, wo sie zwischen 1986 und 1989 Rollen wie das Lieschen in Goethes Faust, die Blinde in Botho Strauß’ Besucher, die Ismene in Jean Racines Phaedra und Galy Gays Frau in Bertolt Brechts Mann ist Mann übernahm.
Von 1990 bis 1992 hatte sie ein Engagement am Schillertheater Berlin, wo sie unter anderem als Amalia in Friedrich Schillers Die Räuber (Regie: Alexander Lang), Gerhart Hauptmanns Tragikomödie Die Ratten als Sidonie Knobbe sowie in dem Schwank Weekend im Paradies von Franz Arnold und Ernst Bach wirkte.
Anfang 2007 spielte sie im Maxim-Gorki-Theater in Berlin in dem Stück Sex Stadt Beziehungen die Hauptrolle, Regie führte Amina Gusner. Von November 2007 bis Februar 2008 spielte sie die Hauptrolle in dem Tolstoi-Stück Anna Karenina, mit dem sie durch Deutschland und die Schweiz auf Tournee ging. 2008 spielte sie neben Jasmin Tabatabai und Nicolette Krebitz die Rolle der Olga in dem Stück Drei Schwestern (nach Anton Pawlowitsch Tschechow).

### Film und Fernsehen
Bereits im dritten Semester ihres Schauspielstudiums an der Hochschule für Musik, Theater und Medien Hannover erhielt Riemann durch ihren dortigen Dozenten Peter Meinhardt ihre erste Filmhauptrolle in dem vom Westdeutschen Rundfunk produzierten sechsteiligen Fernsehspiel Sommer in Lesmona (1987) nach den Briefen der Schriftstellerin Magdalene Pauli. Sie übernahm die Rolle der 18-jährigen Marga Lürmann, die sich im Jahr 1893 in den jungen Engländer Percy Roesner verliebt, sich aber letztlich während Percys fünfjährigen Aufenthaltes in England den Erwartungen ihrer Eltern beugt, indem sie den Kunsthistoriker Dr. Rudi Retberg heiratet. Ihre Darstellung brachte ihr 1988 neben Peter Beauvais (Regie), Reinhard Baumgart (Drehbuch) und Herbert Grönemeyer (Musik) den Adolf-Grimme-Preis mit Gold ein. Im Dezember 1989 war sie im Schimanski-Tatort Katjas Schweigen als Katja Schaaf in der Titelrolle zu sehen. Für ihre Darstellung in diesen Rollen wurde sie gemeinsam mit Maja Maranow in der Kategorie Entdeckung des Jahres mit der Goldenen Kamera 1989 ausgezeichnet.
Bernd Fischerauer besetzte sie in der auf einer gleichnamigen Romanvorlage von Utta Danella basierenden zehnteiligen Fernsehserie Regina auf den Stufen über das Wirtschaftswunder als 22-jährige Regina Thorbeke, die 1955 illegal aus Dresden in den Westen nach München flieht. Für ihre Rolle des traumatisierten Vergewaltigungsopfers Leonie Ossowski in dem ZDF-Fernsehfilm Von Gewalt keine Rede (1990) bekam sie bei der Goldenen Kamera 1991 die Lilli-Palmer-Gedächtniskamera als Beste Nachwuchsschauspielerin verliehen. In der Hera-Lind-Verfilmung Ein Mann für jede Tonart (1993) war sie in der Rolle der aufstrebenden Sängerin Pauline Frohmut erstmals auf der Kinoleinwand zu sehen. In Katja von Garniers einstündigen Hochschulfilm Abgeschminkt! (1993) für die HFF München, der es bundesweit in die Kinos schaffte und insgesamt 1,2 Millionen Besucher erreichte, übernahm sie neben Nina Kronjäger die Hauptrolle der Cartoonistin Frenzy, die in einer Schaffenskrise steckt. Für diese ersten beiden Kinorollen bekam sie beim Bayerischen Filmpreis 1994 den Darstellerinnenpreis.
Im Fernsehen spielte sie in der von Bodo Fürneisen inszenierten 157. Folge Blue Dream – Tod im Regen (1993) des Polizeiruf 110 die Kellnerin Rita, die gemeinsam mit ihrer Freundin Natalie (Suzanne von Borsody) nach Hamburg gehen möchte, um dort eine Boutique zu eröffnen. Eine weitere Kinorolle hatte sie in Sönke Wortmanns Filmkomödie Der bewegte Mann (1994) als die Freundin Doro des Protagonisten Axel Feldheim (Til Schweiger). In Bandits (1997), der von vier Frauen handelt, die im Gefängnis eine Band gründen und unverhofft flüchten können, übernahm sie an der Seite von Jasmin Tabatabai, Nicolette Krebitz und Jutta Hoffmann eine der vier weiblichen Hauptrollen der Emma Moor, dem Ex-Mitglied einer Jazz-Band. Während der Dreharbeiten erlernte sie durch Curt Cress das  Schlagzeugspielen und wirkte mit den anderen Darstellerinnen entscheidend beim Soundtrack des Filmes mit. Ab Oktober 1997 war sie in der Ingrid-Noll-Romanverfilmung Die Apothekerin in der Titelrolle der Heidelberger Apothekerin Hella Moormann auf der Kinoleinwand zu sehen. Für ihre schauspielerische Leistung bekam sie dafür den Berliner Bär 1998. Joseph Vilsmaier besetzte sie in seiner Filmbiografie Comedian Harmonists (1997) als Lebensgefährtin und spätere Ehefrau Mary des polnisch-US-amerikanischen Sängers Roman Cycowski. In Rainer Kaufmanns Kriminalfilm Long Hello & Short Goodbye (1999) mit Nicolette Krebitz in der Hauptrolle war sie in der Rolle der Ida zu sehen.

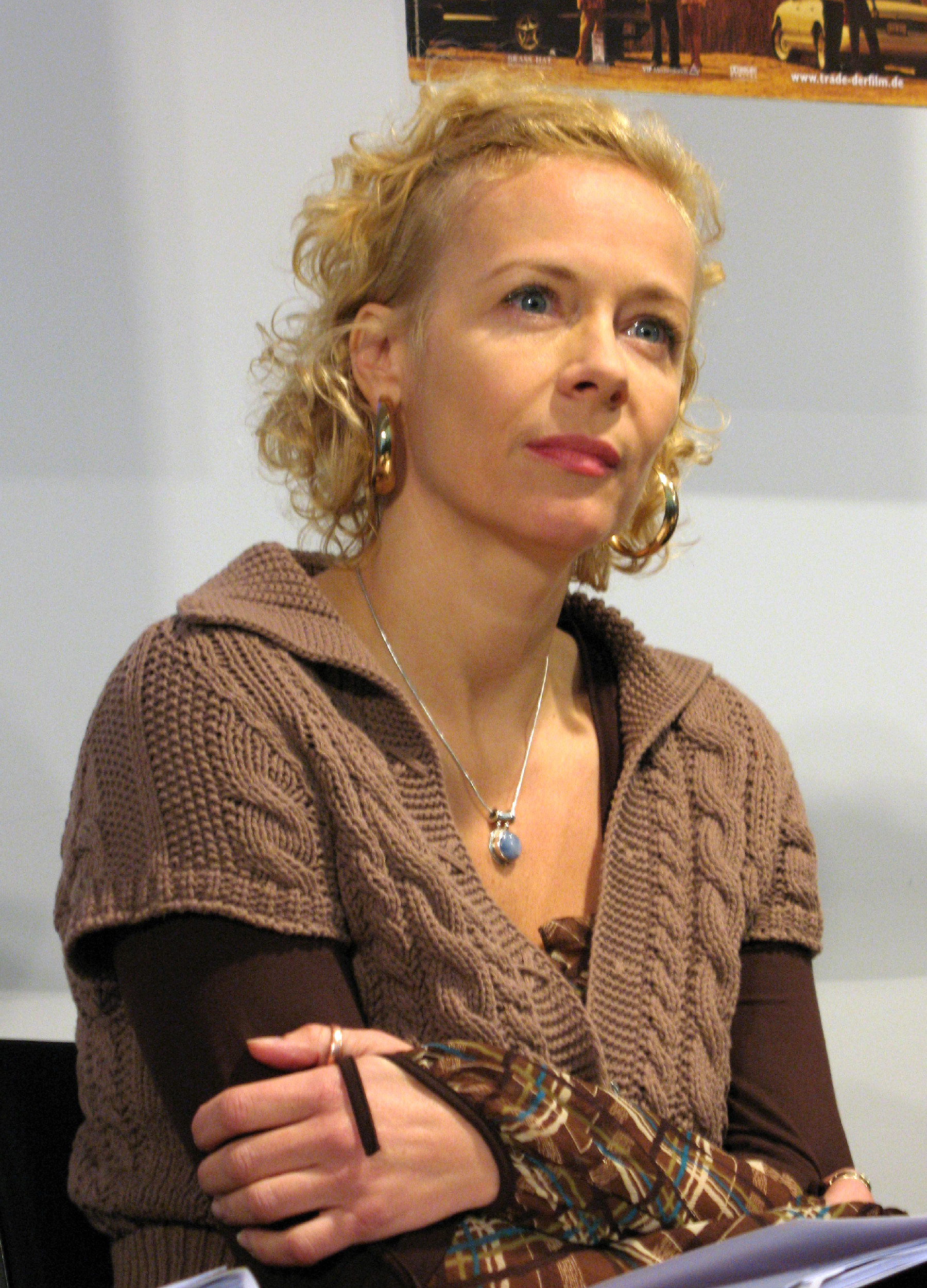
Katja Riemann (2007)

Nach 2000 wurde Riemann weiterhin in verschiedenen Kino- und Fernsehproduktionen besetzt. In der Verfilmung Bibi Blocksberg (2002) und deren Fortsetzung Bibi Blocksberg und das Geheimnis der blauen Eulen (2004) nach der gleichnamigen Kinderhörspielserie übernahm sie an der Seite von Sidonie von Krosigk und Ulrich Noethen als Barbara Blocksberg die Rolle der Mutter der jungen Hexe Bibi Blocksberg. In Kai Wessels Fernsehfilm Goebbels und Geduldig (2002) und in Dani Levys Hitler-Parodie Mein Führer – Die wirklich wahrste Wahrheit über Adolf Hitler (2007) spielte sie Hitlers heimliche Geliebte Eva Braun. Daneben war Riemann in der Verwechslungskomödie Der Job seines Lebens (2003) und ihrer Fortsetzung Der Job seines Lebens 2 – Wieder im Amt (2004) als Heide Achimsen, die Frau des Ministerpräsidenten Uwe Achimsen (Wolfgang Stumph), der einen Doppelgänger hat, zu sehen. Für ihre Rolle der Signe in Oskar Roehlers Agnes und seine Brüder bekam sie 2004 den Deutschen Filmpreis in der Kategorie „Beste Nebendarstellerin“.
In Die Relativitätstheorie der Liebe (2011) schlüpfte sie an der Seite von Olli Dittrich in fünf ineinander verwobenen Episoden jeweils in die Rolle eines Liebespaares. Stefan Krohmer besetzte sie in seinem Filmdrama Verratene Freunde als Christa, die Frau des Unternehmers Peter Staude (Heino Ferch). Im Tatort Die Wahrheit stirbt zuerst (2013) mit den Ermittlern Saalfeld und Keppler übernahm sie die Rolle der BKA-Beamtin Linda Groner. In dem Fernsehfilm Kleine Schiffe (2013), nach einem Roman von Silke Schütze, spielte sie die 45-jährige Krankengymnastin Franziska Funk, die, als sie erfährt, dass sie schwanger ist, von ihrem Mann Andreas verlassen wird. In den erfolgreichsten Kinofilmen der Jahre 2013, 2015 und 2017 Fack ju Göthe, Fack ju Göhte 2 und Fack ju Göthe 3 verkörperte sie die Schuldirektorin Gudrun Gerster. Im Mai 2018 war sie in Oskar Roehler Kinofilm Herrliche Zeiten als Gartenarchitektin Evi Müller-Todt zu sehen. In dem ARD-Dreiteiler Unsere wunderbaren Jahre, der in der Zeit des Wirtschaftswunders spielt und im März 2020 auf Das Erste ausgestrahlt wurde, war sie die Pianistin Christel Wolf. In der Filmkomödie Catweazle übernahm sie 2021 an der Seite von Otto Waalkes die Rolle der Kunsthistorikerin Dr. Katharina Metzler.

### Musik

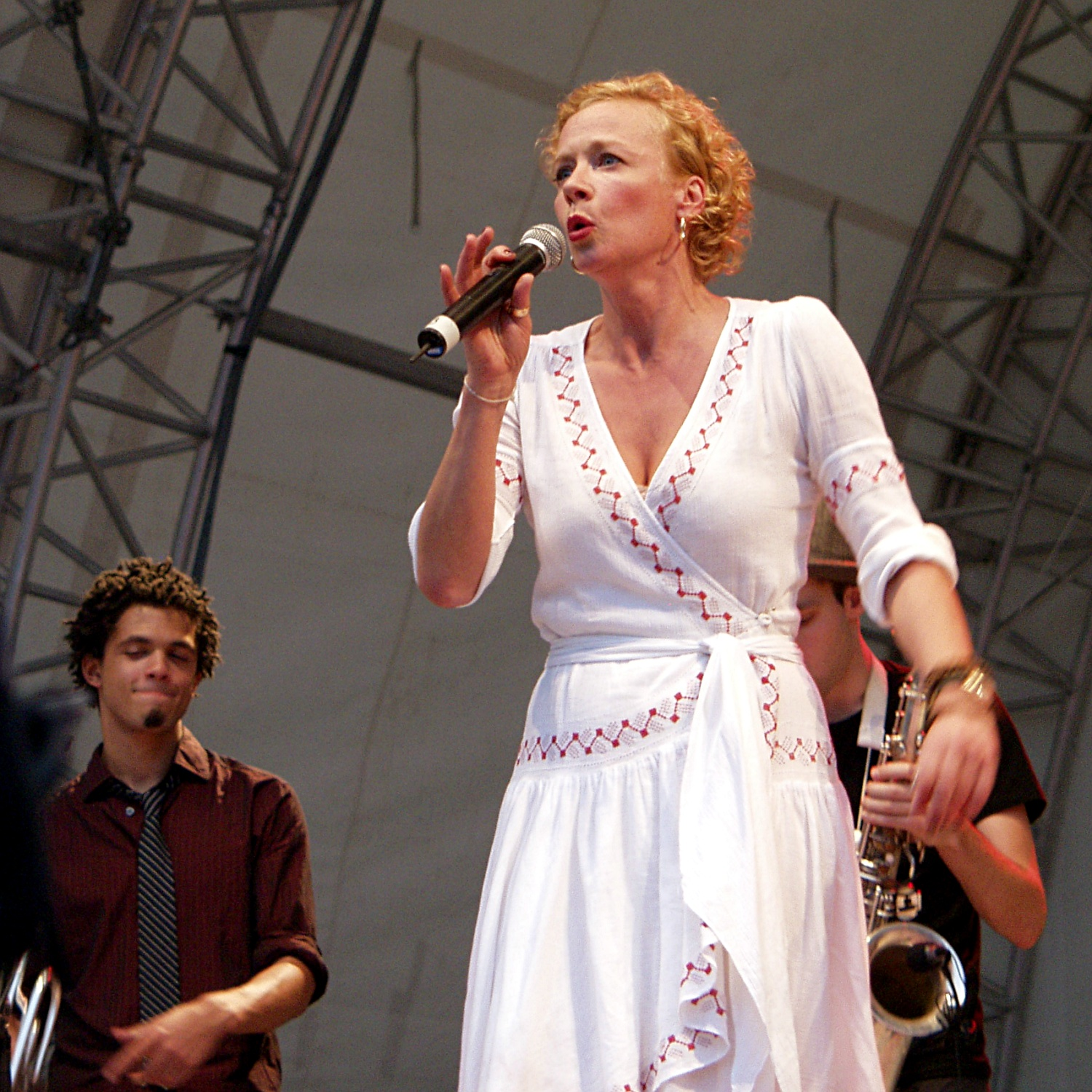
Riemann bei einem Gesangsauftritt auf dem Evangelischen Kirchentag 2007

Katja Riemann veröffentlichte mehrere Musikalben. 1997 war sie auf dem Soundtrack des Films Bandits zu hören. 2000 erschien ihr Solo-Debüt Nachtblende, ein Pop-Album mit deutschen Texten, die überwiegend von ihr selbst geschrieben wurden. 2003 folgte das englischsprachige Jazz-Album Favourites mit dem Katja Riemann Oktett. 2004 erschien Ein Stück vom Himmel mit Liedern jüdischer Komponisten der 1920er und 1930er Jahre, zusammen mit Anika Mauer, Natalia Wörner, Imogen Kogge, Burghart Klaußner und Max Hopp. Darauf singt sie die Songs Sexappeal, Der Mensch muss eine Heimat haben und Monotonous Nights.
Im Dezember 2006 gastierte sie mit Johannes Heesters in mehreren Vorstellungen als Solistin des Konzertprogramms Stars go swing der Big-Band The Capital Dance Orchestra im Berliner Admiralspalast. Beim 31. Evangelischen Kirchentag im Juni 2007 trat sie bei einem Konzert der Musikgruppe Brothers Keepers als Sängerin auf.

### Autorin
1999 veröffentlichte Riemann ein Kinderbuch mit dem Titel Der Name der Sonne, das ihre ältere Schwester illustrierte. Auf Einladung von Roger Willemsen für das Mannheimer Literaturfest lesen.hören verfasste sie 2015/2016 einen Bericht über ihre Arbeit und Erlebnisse, den sie 2020 in erweiterter Form als Buch herausbrachte. Der Buchtitel „Jeder hat. Niemand darf.“ zitiert Satzanfänge aus der Allgemeinen Erklärung der Menschenrechte.

## Soziales Engagement
Katja Riemann setzt sich für Demokratie und Menschenrechte sowie eine offene Gesellschaft ein. Darüber hinaus unterstützt sie den Kampf gegen Kinderarmut, Kinderhandel und die Beschneidung junger Mädchen in Afrika. Sie wurde zudem in den „Innovationsbeirat“ des Bundesministeriums für wirtschaftliche Zusammenarbeit und Entwicklung berufen. Für ihr Engagement erhielt sie 2010 das Bundesverdienstkreuz am Bande.
Seit 2000 engagiert sie sich als UNICEF-Botschafterin und unterstützt Amnesty International und die Organisation ONE.
Im März 2024 beteiligte sich Riemann zusammen mit weiteren Prominenten und Influencern an einem öffentlichen Tierschutz-Aufruf, der sich an den Discounter Lidl richtete. Anlass ist, dass Lidl wegen tierquälerischer Zustände bei seinen zuliefernden Hühnermastbetrieben immer wieder Negativschlagzeilen macht („Lidl-Fleischskandal“).

## Filmografie (Auswahl)

### Kino
- 1992: Die Distel
- 1993: Abgeschminkt!
- 1993: Ein Mann für jede Tonart
- 1994: Der bewegte Mann
- 1995: Nur über meine Leiche
- 1995: Stadtgespräch
- 1996: Nur aus Liebe
- 1996: Die Apothekerin
- 1997: Bandits
- 1997: Comedian Harmonists
- 1999: Long Hello and Short Goodbye
- 2000: Begierde (Desire)
- 2002: Goebbels und Geduldig
- 2002: Bibi Blocksberg
- 2003: Rosenstraße
- 2004: Agnes und seine Brüder
- 2004: Bibi Blocksberg und das Geheimnis der blauen Eulen
- 2004: Bergkristall
- 2006: Ich bin die Andere
- 2007: Blood and Chocolate
- 2007: Ein fliehendes Pferd
- 2007: Mein Führer – Die wirklich wahrste Wahrheit über Adolf Hitler
- 2007: Shanghai Baby
- 2008: Up! Up! To the Sky
- 2011: Die Relativitätstheorie der Liebe
- 2011: Der Verdingbub
- 2012: Türkisch für Anfänger
- 2012: Ausgerechnet Sibirien
- 2012: Das Wochenende
- 2013: Fack ju Göhte
- 2014: Coming In
- 2014: Ohne Dich
- 2014: Das gespaltene Dorf
- 2015: Die abhandene Welt
- 2015: Fack ju Göhte 2
- 2015: Er ist wieder da
- 2016: Mängelexemplar
- 2016: SMS für Dich
- 2017: High Society
- 2017: Fack ju Göhte 3
- 2017: Forget About Nick
- 2018: HERRliche Zeiten
- 2018: Goliath96
- 2019: Das perfekte Geheimnis
- 2020: Vier zauberhafte Schwestern
- 2020: Enfant Terrible
- 2021: Catweazle
- 2021: Fly
- 2023: Stella. Ein Leben.

### Fernsehen

#### Fernsehfilme
- 1987: Sommer in Lesmona (Mehrteiler)
- 1988: Faust – Vom Himmel durch die Welt zur Hölle
- 1989: Tatort: Katjas Schweigen
- 1991: Von Gewalt keine Rede
- 1992: Unter anderen Umständen - Ein Baby und drei Väter (Fernsehfilm)
- 1994: Himmel und Hölle
- 1994: Das gläserne Haus
- 1996: Angst hat eine kalte Hand
- 1996: Hart, aber herzlich – Operation Jennifer
- 1998: Macht
- 1999: Männer sind wie Schokolade
- 1999: Balzac – Ein Leben voller Leidenschaft
- 1999: Else – Geschichte einer leidenschaftlichen Frau (Zweiteiler)
- 2003: Der Job seines Lebens
- 2004: Der Job seines Lebens 2 – Wieder im Amt
- 2005: Die Diebin und der General
- 2005: Küss mich, Hexe!
- 2006: Das wahre Leben
- 2009: Romeo und Jutta
- 2009: Vulkan
- 2010: Die Grenze
- 2011: Die fremde Familie
- 2012: Clarissas Geheimnis
- 2012: Baron Münchhausen (Zweiteiler)
- 2013: Verratene Freunde
- 2013: Totenengel – Van Leeuwens zweiter Fall
- 2013: Kleine Schiffe
- 2014: Die Fahnderin
- 2015: Freundinnen – Alle für eine
- 2016: Emma nach Mitternacht – Der Wolf und die sieben Geiseln

#### Fernsehserien und -reihen
- 1988; 1992: Der Fahnder, verschiedene Rollen, 2 Folgen
- 1989: Tatort: Katjas Schweigen
- 1990: Liebesgeschichten, 33 Folgen
- 1990: Regina auf den Stufen, 10 Folgen
- 1993: Polizeiruf 110: Blue Dream – Tod im Regen
- 2013: Tatort: Die Wahrheit stirbt zuerst
- 2015: Paare (Kurzfilmreihe), 2 Folgen
- 2016: Emma nach Mitternacht – Der Wolf und die sieben Geiseln
- 2016: Emma nach Mitternacht – Frau Hölle
- 2016: Tödliche Geheimnisse – Geraubte Wahrheit
- 2017: Tödliche Geheimnisse – Jagd in Kapstadt
- 2020, 2023: Unsere wunderbaren Jahre, 12 Folgen
- 2022: Der Überfall, 6 Folgen
- 2024: Reset – Wie weit willst du gehen?, 6 Folgen

## Synchronisation
- 2001: Königin Camilla in Rudolph und der Spielzeugdieb
- 2002: Augustine in 8 Frauen
- 2015: Kate in Ooops! Die Arche ist weg...

## Hörbücher
- 2005: Fay Weldon, Die Teufelin (mit Mechthild Großmann), Patmos audio, ISBN 978-3-491-91192-5, gekürzt, 4 CDs, 332 Min.
- 2006: David McKee, Du hast angefangen! Nein, du! ... Geschichten vom Streiten und Vertragen, Sauerländer audio, ISBN 978-3-411-80881-6, ungekürzt, 1 CD, 57 Min.
- 2007: Kathy Reichs, Knochen zu Asche, Random House Audio Köln, ISBN 978-3-86604-708-2, gekürzt, 6 CDs, 427 Min.
- 2008: Kathy Reichs, Der Tod kommt wie gerufen, Random House Audio Köln, ISBN 978-3-86604-894-2, gekürzt, 6 CDs, 446 Min.
- 2011: Dora Heldt, Ausgeliebt, Random House Audio Köln, ISBN 978-3-8371-0885-9, gekürzt, 3 CDs

## Auszeichnungen
- 1988: Adolf-Grimme-Preis mit Gold für Sommer in Lesmona (zusammen mit Reinhard Baumgart, Peter Beauvais und Herbert Grönemeyer)
- 1990: Goldene Kamera 1989 als Entdeckung des Jahres (zusammen mit Maja Maranow)
- 1992: Goldene Kamera 1991 Lilli-Palmer-Gedächtniskamera – Beste Nachwuchsschauspielerin für Von Gewalt keine Rede
- 1994: Bayerischer Filmpreis (Darstellerpreis) für Abgeschminkt und Ein Mann für jede Tonart
- 1994: DIVA-Award
- 1994: Bambi als Beste Darstellerin in Der bewegte Mann
- 1996: Deutscher Filmpreis für Stadtgespräch.
- 1996: Bayerischer Filmpreis (Darstellerpreis) für Stadtgespräch und Nur über meine Leiche
- 1997: Nero-Filmpreis für die „Beste weibliche Hauptrolle“ in Nur aus Liebe
- 1997: Berliner Bär (B.Z.-Kulturpreis) für Die Apothekerin
- 1997: Ernst-Lubitsch-Preis
- 1998: Bayerischer Filmpreis für Bandits (Beste Musik im Film)
- 1998: Deutscher Filmpreis als „Beste Darstellerin“ für Die Apothekerin und Bandits
- 1999: Filmfestival Málaga: „Beste Darstellerin“ (Die Apothekerin)
- 2003: Coppa Volpi bei den Filmfestspielen von Venedig 2003 für Rosenstraße (Beste Hauptdarstellerin)
- 2005: Deutscher Filmpreis (Beste Nebendarstellerin in Agnes und seine Brüder)
- 2007: Preis für Schauspielkunst beim Festival des deutschen Films
- 2007: Bambi in der Kategorie „Film national“ für Das wahre Leben und Ein fliehendes Pferd
- 2009: Premio Bacco für ihr Lebenswerk[20]
- 2009: Adolf-Grimme-Preis für Das wahre Leben
- 2010: Bremer Stadtmusikantenpreis
- 2010: Bundesverdienstkreuz am Bande[17]
- 2016: Courage-Preis[21] für ihr vielfältiges und beständiges soziales Engagement[22]
- 2023: Askania Award in der Kategorie Beste Schauspielerin
- 2025: Martini-Preis 2024 der SPD Südpfalz, mit dem Personen ausgezeichnet werden, die sich um die „Demokratie, um politische Kultur, um Aufklärung und Wahrhaftigkeit im politischen, gesellschaftlichen und kulturellen Leben verdient gemacht haben.“[23]

## Bücher
- Der Name der Sonne. Edition Riesenrad, Hamburg 1999, ISBN 3-933697-64-6.
- Jeder hat. Niemand darf. Projektreisen. S. Fischer, Frankfurt am Main 2020, ISBN 978-3-10-397313-6.
- Zeit der Zäune. Orte der Flucht. S. Fischer, Frankfurt am Main 2024, ISBN 978-3-10-397541-3.
- Nebel und Feuer. S. Fischer, Frankfurt am Main 2025, ISBN 978-3-10397-589-5.